# Landkreis Gifhorn

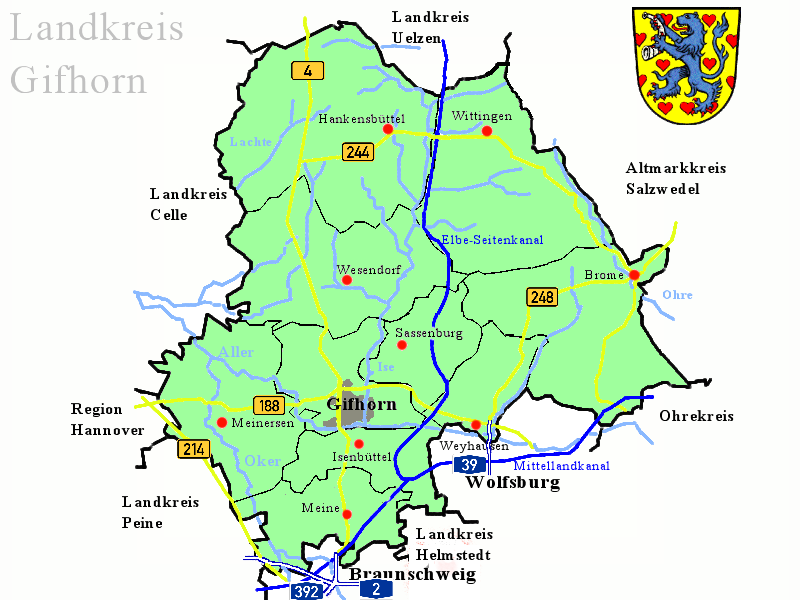
Landkarte des Landkreises Gifhorn

Der Landkreis Gifhorn ist ein Landkreis im Osten Niedersachsens.

## Geographie

### Lage
Der Landkreis wird von den Flüssen Aller, Ise, Ohre und Oker, dem Mittellandkanal, dem Elbe-Seitenkanal und dem Allerkanal durchquert.
- Die Ise entspringt bei Wittingen und mündet in der Gifhorner Innenstadt in die Aller.
- Im Nordosten bildet streckenweise die ebenfalls bei Wittingen (Ohrdorf) entspringende Ohre den Grenzfluss zu Sachsen-Anhalt.
- Die Oker fließt von Braunschweig aus kommend bei Müden in die Aller.
- Bei Edesbüttel zweigt der Elbe-Seitenkanal vom Mittellandkanal ab.

Der tiefste Punkt des Landkreises Gifhorn liegt an der Aller bei Müden (46 m ü. NN). Der höchste Punkt liegt im Norden des Kreises bei Sprakensehl (124 m ü. NN). 

### Nachbarkreise
Der Landkreis grenzt im Uhrzeigersinn im Nordosten beginnend an die Landkreise Altmarkkreis Salzwedel und Börde (beide in Sachsen-Anhalt), an den Landkreis Helmstedt, an die kreisfreie Stadt Wolfsburg, erneut an den Landkreis Helmstedt, an die kreisfreie Stadt Braunschweig, an den Landkreis Peine, an die Region Hannover sowie an die Landkreise Celle und Uelzen (alle in Niedersachsen).

## Geschichte
Die Geschichte einer als „Landkreis Gifhorn“ bezeichneten Verwaltungseinheit beginnt mit einer preußischen Verwaltungsreform am 1. April 1885. Die Vorgänger dieses Territoriums konnten allerdings zum Teil auf eine jahrhundertelange Geschichte zurückblicken.

### Der Landkreis seit 1885
Zu dem 1885 gebildeten Kreis Gifhorn gehörten im Wesentlichen der Süden und die Mitte des heutigen Kreises, wobei der Grenzverlauf vor allem im Südosten anders war als heute. Verwaltungssitz war bereits 1885 Gifhorn. Mit Verordnung vom 1. August 1932, die am 1. Oktober 1932 in Kraft trat, wurde der gleichfalls 1885 gegründete Kreis Isenhagen dem Kreis Gifhorn angeschlossen. Damit kam das weitflächige Gebiet des Nordkreises um Wittingen und Hankensbüttel hinzu, außerdem wurden die beiden Enklaven Heßlingen (mit Schloss Wolfsburg) und Hehlingen vom Landkreis Gardelegen übernommen.
Als die Stadt Wolfsburg und das dortige Volkswagenwerk gegründet wurden, gehörten sie noch zum Landkreis Gifhorn. Schon bald nach dem Zweiten Weltkrieg aber wurde Wolfsburg kreisfreie Stadt (1. Oktober 1951). Dennoch blieb der Landkreis Gifhorn mit 1604,69 km² einer der damals großflächigsten Landkreise der Bundesrepublik Deutschland.
Während im Kreisgebiet 1821 nur 31.940 Menschen gelebt hatten, ist diese Zahl auf 44.324 (1871), 55.236 (1904) und 65.739 (1939) sowie 119.281 Einwohnern (1950) gestiegen, darunter 52.075 durch Flucht, Vertreibung und Zuwanderung.
Der Gebietsstand des Kreises änderte sich abermals durch die niedersächsische Kommunalreform. Zunächst wurden am 1. Juli 1972 im Rahmen des Wolfsburg-Gesetzes die Stadt Fallersleben sowie zehn weitere Gemeinden des nordwestlichen Hasenwinkels in die Stadt Wolfsburg eingegliedert. Gleichzeitig schied auch die Gemeinde Essenrode aus dem Landkreis Gifhorn aus und wurde in die Gemeinde Lehre im damaligen Landkreis Braunschweig eingegliedert. Im Südosten des Landkreises erfolgte hingegen ein Gebietszuwachs durch die Umgliederung der Gemeinden Bergfeld, Parsau, Rühen und Tiddische aus dem Landkreis Helmstedt in den Landkreis Gifhorn.
Weitere Gebietsänderungen brachten das Gesetz zur Neugliederung der Gemeinden im Raum Braunschweig/Wolfenbüttel/Helmstedt/Peine/Salzgitter sowie das Gesetz zur Neugliederung der Gemeinden im Raum Gifhorn am 1. März 1974:
- Die Gemeinden Ummern und Pollhöfen aus dem Landkreis Celle wurden zu einer neuen Gemeinde Ummern zusammengeschlossen und in den Landkreis Gifhorn umgegliedert.
- Die Gemeinde Hahnenhorn aus dem Landkreis Celle wurde in die Gemeinde Müden (Aller) im Landkreis Gifhorn eingegliedert.
- Die Gemeinden Ahmstorf, Rennau und Rottorf aus dem östlichen Hasenwinkel wurden zu einer neuen Gemeinde Rennau zusammengeschlossen, die zum Landkreis Helmstedt kam.
- Die Gemeinden Beienrode, Klein Steimke, Ochsendorf, Rhode und Uhry aus dem südlichen Hasenwinkel wurden in die Stadt Königslutter im Landkreis Helmstedt eingegliedert.
- Die Gemeinde Didderse wurde an den Landkreis Peine abgegeben und dort in die Gemeinde Wendeburg eingegliedert.
- Durch zahlreiche weitere Gemeindefusionen wurde die Zahl der Gemeinden des Landkreises deutlich verringert. Unter anderem wurden dabei die neuen Gemeinden Obernholz, Sassenburg und Schwülper gebildet.

Die Gemeinde Didderse wurde nach Widerstand der Bevölkerung 1981 wiederhergestellt und in den Landkreis Gifhorn zurückgegliedert. In den 1970er Jahren war zeitweise eine zweite Stufe der Gebietsreform beabsichtigt; dabei war eine Zusammenlegung der Landkreise Gifhorn und Peine mit Verwaltungssitz in Peine im Gespräch. Diese damals recht unpopulären Pläne wurden aber – u. a. nach einem Wechsel der Landesregierung – nicht umgesetzt.

### Vorgänger des Landkreises seit 1265
- Das Kreisgebiet im Norden war 1885–1932 der Landkreis Isenhagen und 1859–1885 das Amt Isenhagen. Dieses war 1859 durch Zusammenlegung der Ämter Isenhagen und Knesebeck entstanden. In der Zeit vor den um 1852 erfolgten hannoverschen Gerichts- und Verwaltungsreformen waren die Ämter in sich noch weiter unterteilt. So gehörten 1841 zum Amt Isenhagen die Gohgräfschaft Hankensbüttel und die Vogtei Steinhorst, zum Amt Knesebeck die Gohgräfschaft Wittingen, die Vogtei Knesebeck sowie die Gerichte Brome und Fahrenhorst.
- Das mittlere und südliche Kreisgebiet war 1885 zum Landkreis geformt worden. Zuvor (1859–1885) waren auf diesem Gebiet die Ämter Fallersleben und Gifhorn, die seit 1852 amtsfreie Stadt Gifhorn (mit damals etwa 3000 Einwohnern) und neun Gemeinden des Amtes Meinersen, das damals zerstückelt und unter drei Landkreisen aufgeteilt wurde. 1841 gab es im Kreisgebiet insgesamt vier Vorläufer des Kreises, die in weitere Einheiten unterteilt waren: Das Amt Gifhorn (bestehend aus der Stadt Gifhorn, dem Gericht Boldeckerland, der sogenannten Hausvogtei – nördlich der Stadt Gifhorn –, der Vogtei Wahrenholz, der Obergohgräfschaft Papenteich und der Untergohgräfschaft Papenteich), weiterhin das Amt Fallersleben (bestehend aus den Gohgräfschaften Grevenlahe und Hasenwinkel) sowie die Hausvogtei des Amtes Meinersen und drei Dörfer aus der Amtsvogtei Eicklingen.
- Sieht man unter den vielfältigen Vorgängern des heutigen Landkreises das Amt Gifhorn als dessen historischen Kern, so lässt sich die Geschichte dieses Amtsbezirks mindestens bis 1520 (Einlösung des verpfändeten Amtes Gifhorn durch Herzog Ernst) als „Amt“ nachweisen. Weitere Nachweise der Verwaltungseinheit – möglicherweise auch damals schon als „Amt“ – gehen allerdings bis mindestens 1265 zurück, denn seit diesem Jahr ist ein herzoglicher Vogt in Gifhorn nachgewiesen. Die Vogtei Gifhorn ist damit ältester Vorgänger des Landkreises. Dem späteren Amt stand ein Amtmann vor. Die Listen der Gifhorner Amtmänner sind seit 1564 erhalten. Sie sind die Vorgänger der späteren Landräte. Wie diese amtierten sie im Gifhorner Schloss, aber erst seit 1791, denn das Schloss diente bis 1791 als Festung und wurde von einem Schlosshauptmann (ab 1734 Landdrost) verwaltet. Dieser war Festungskommandant und befehligte seit dem 16. Jahrhundert eine militärische Besatzung.
- Eine besondere Entwicklung war 1539 bis 1549 zu verzeichnen, als Gifhorn Residenzstadt des  Herzogtums Gifhorn war. In Gifhorn regierte in dieser Zeit Herzog Franz, der jüngere Bruder des in Celle amtierenden Herzogs Ernst („Der Bekenner“). Franz gewährte zeitweilig u. a. Philipp Melanchthon und der Familie Luthers Obdach. Bereits zuvor war im Kreisgebiet unter Herzog Ernst die Reformation eingeführt worden: 1528 wurde das Kloster Isenhagen reformiert und 1529 hielt Heinrich Werden in Gifhorn den ersten Gottesdienst in evangelischer Form. 1549 war die kurze Eigenstaatlichkeit Gifhorns schon wieder beendet, denn in diesem Jahr starb Herzog Franz ohne männliche Nachkommen. Seine Witwe Clara, geb. Herzogin von Lauenburg, musste nach Fallersleben umsiedeln.

### Wappen
Das Wappen des Landkreises Gifhorn, ein Entwurf des Berliner Künstlers Gustav Adolf Closs, wurde am 29. April 1929 vom Kreistag angenommen. Es orientiert sich an der Heraldik der lünebürgischen Linie der Welfen und zeigt auf goldenem, mit roten Herzen besätem Grund einen steigenden, rot bewehrten und bezungten blauen Löwen, der in den Vorderpranken ein silbernes Hifthorn hält. Die Welfen übernahmen den blauen Löwen nach einer familiären Verbindung mit dem dänischen Königshaus im 13. Jahrhundert aus dem dänischen Königswappen. Das Jagdhorn bezieht sich im Sinne eines sprechenden Wappens auf den Stadtnamen „Gifhorn“ und findet sich in ähnlicher Form auch im Wappen der Kreisstadt. Es wurde offenbar aufgrund einer früher üblichen Herleitung des Stadtnamens von „Hifthorn“ (Hüfthorn, Jagdhorn) gewählt, die innerhalb der Regionalforschung jedoch schon seit Längerem als abwegig gilt. Der Bestandteil „-horn“ ist vielmehr im Sinne von „Spitze, keilförmiges Landstück“ zu interpretieren und findet sich in dieser Bedeutung auch in anderen Ortsnamen. Für den Bestandteil „Gif-“ gibt es lediglich Erklärungsansätze.

## Religionen
Unter Karl dem Großen (742–814) im Zuge der teilweise gewaltsamen Missionierung der Sachsen wurden auch Gifhorn und die weitere Umgegend christianisiert. Gifhorn gehörte damals zum Archidiakonat Meine. Der neue Glaube verbreitete sich zunächst nur langsam. Erst zwei Jahrhunderte nach Karl dem Großen entstanden in vielen Ortschaften der Region Bethäuser, Kapellen und Taufkirchen, in Gifhorn 1279 auch eine Stadtkirche,
genannt nach Nikolaus, dem Schutzheiligen der Kaufleute und Fernfahrer, entsprechend der Bedeutung des Marktfleckens Gifhorn an der Handelsstraße Lübeck – Nürnberg.
1519 wurden Stadt und Kirche bei der Hildesheimer Stiftsfehde zerstört. Nach Einführung der Reformation sorgte Herzog Franz 1540 für einen Kirchenneubau und sein Bruder Herzog Ernst errichtete die erste Superintendentur, losgelöst vom Archidiakonat Meine. Erst zwei Jahrhunderte später konnte 1744 eine große Stadtkirche eingeweiht werden, die heutige St.-Nicolai-Kirche mit ihrer kostbaren Christian-Vater-Orgel (1748).
Zwischen den Weltkriegen erhöhte sich die Einwohnerzahl von 3500 auf 5000, vervierfachte sich aber durch die großen Flüchtlingsströme in der Nachkriegszeit, um bis heute – verstärkt auch durch den Zustrom von Spätaussiedlern in den 1990er Jahren – auf circa 44.000 Einwohner anzuwachsen. Dies brachte in den Kirchengemeinden und religiösen Gemeinschaften einen enormen Zuwachs an Gemeindemitgliedern mit sich.

### Kirchen im Landkreis Gifhorn
Evangelisch-lutherische Kirche
Fast alle evangelisch-lutherischen Kirchengemeinden im Landkreis Gifhorn gehören zur Landeskirche Hannovers. Zu ihr gehört der Kirchenkreis Gifhorn, der die Stadt Gifhorn und die im Süden und Westen des Landkreises gelegenen Gemeinden umfasst, ferner der Kirchenkreis Wolfsburg-Wittingen; er umfasst die bis 2012 zum Kirchenkreis Wittingen gehörenden Gemeinden im Norden und Osten des Landkreises. Die Gemeinde Ummern (einschließlich Pollhöfen) und der Ortsteil Hahnenhorn der Gemeinde Müden im äußersten Westen des Landkreises sind Teil der Kirchengemeinde in Hohne im Kirchenkreis Celle. Der Ortsteil Ohof der Gemeinde Meinersen gehört zur Kirchengemeinde in Eltze im Kirchenkreis Peine. Die Kirchengemeinde St. Vinzenz in Grassel war bis 2019 landkreisübergreifend mit Essenrode (Kreis Helmstedt) verbunden; diese pfarramtliche Verbindung war bereits seit dem Güterverzeichnis 1556 nachgewiesen.
Zur Propstei Vorsfelde gehören die Kirchengemeinden Parsau und Rühen, sie sind die nördlichsten Gemeinden der Landeskirche in Braunschweig. Der Meiner Ortsteil Bechtsbüttel im Süden des Landkreises gehört zur Kirchengemeinde „Zur Heiligen Dreifaltigkeit“ Bienrode-Bechtsbüttel, deren größerer südwestlicher Teil in der Stadt Braunschweig liegt und die ebenfalls der Landeskirche in Braunschweig zugeordnet ist.
Die Reformation im Fürstentum Lüneburg, zu dem ganz überwiegend das Gebiet des späteren Landkreises Gifhorn gehörte, wurde ab 1527 durch Herzog Ernst I. betrieben (späterer Beiname Ernst der Bekenner).
Römisch-katholische Kirche
Die katholischen Kirchen im Landkreis Gifhorn gehören zum Dekanat Wolfsburg-Helmstedt. Die Kirchen in Gifhorn und Meine gehören zur Pfarrgemeinde St. Altfrid in Gifhorn, die Kirchen in Wesendorf und Wittingen zur Pfarrgemeinde Maria Königin in Wittingen, und die Kirche in Parsau zur Pfarrgemeinde St. Michael in Wolfsburg-Vorsfelde. Die St.-Bernward-Kirche in Gifhorn wurde 1915 eingeweiht und ist die älteste katholische Kirche im Landkreis Gifhorn, die anderen Kirchen wurden nach 1945 erbaut. Zirka 30.000 Katholiken (Stand 2023) wohnen im Landkreis Gifhorn und der Stadt Wolfsburg.
Landeskirchliche Gemeinschaften
Die landeskirchlichen Gemeinschaften im Landkreis Gifhorn gehören dem Ohofer Gemeinschaftsverband an, der seinen Sitz in Ohof (Gemeinde Meinersen) hat. Dazu zählen die evangelischen Gemeinschaften in Gifhorn, Hankensbüttel, Knesebeck (Stadt Wittingen), Ohof-Eltze und Tiddische sowie die Johannes Gemeinde in Müden (Aller). Der Verband betreibt neben dem TCG-Ohof und den dort angesiedelten Werken auch die evangelische Kindertagesstätte „Bleiche“ in Gifhorn.
Die Anfänge der Evangelischen Gemeinschaft Gifhorn liegen bei der Gründung der „Landeskirchlichen Gemeinschaft“ in den 1920er Jahren, als man sich in kleinen Bibel- und Gebetskreisen in verschiedenen Häusern in Gifhorn traf. Ab 1930 versammelte man sich im evangelischen Kindergarten „Bleiche“, bis 1990 das ehemalige Gebäude der Zeugen Jehovas in der Ringstraße übernommen werden konnte. 2008 benannte sich die Landeskirchliche Gemeinschaft in „Evangelische Gemeinschaft“ um und befindet sich seitdem in einer ehemaligen Baptistenkirche am Calberlaher Damm.
Selbständige Evangelisch-Lutherische Kirche
1996 wurde die Evangelisch-Lutherische Philippus-Gemeinde der Selbständigen Evangelisch-Lutherischen Kirche (SELK) als jüngste Kirchengemeinde im Kirchenbezirk Niedersachsen-Süd gegründet.
Die vier Gemeinden der SELK, die sich im Landkreis Gifhorn befinden, gehören zum Kirchenbezirk Niedersachsen-Süd:
- Evangelisch-Lutherische Philippusgemeinde Gifhorn-Gamsen
- Evangelisch-Lutherische Immanuelsgemeinde Groß Oesingen
- Evangelisch-Lutherische Stephanusgemeinde Meinersen-Seershausen
- Evangelisch-Lutherische St.-Stephans-Gemeinde Wittingen

Dem Kirchenbezirk steht als leitender Geistlicher ein Superintendent vor, der mit dem Kirchenbezirksbeirat die Leitung innehat. Weitere Organe sind die Kirchenbezirkssynode, die jährlich tagt. Synodale stellt eine Kirchengemeinde mit jeweils einem Laienvertreter und dem Gemeindepfarrer. Neben der Synode ist der Bezirkspfarrkonvent, dem alle Pfarrer mit Sitz und Stimme angehören, Organ des Kirchenbezirks. Der Kirchenbezirk Niedersachsen Süd erstreckt sich auf zahlreiche Landkreise.
Brüdergemeinden lutherischer Prägung
An unabhängigen Gemeinden, die sich selbst als lutherisch verstehen, gibt es im Landkreis Gifhorn viele verschiedene Brüdergemeinden der Spätaussiedler. Die meisten wurden in den 1990er Jahren gegründet.
Baptisten
Die Evangelisch-Freikirchliche Gemeinde Gifhorn (Baptisten) hatte ihre Anfänge im 1894 eingeweihten Gotteshaus in Neudorf-Platendorf und wurde mit dem Neubau am Brandweg 1962 eigenständig. Ferner existiert eine Baptistengemeinde mit überwiegend Russlanddeutschen.
Außer in der Stadt Gifhorn gibt es im Landkreis noch Baptistengemeinden in Sassenburg (Neudorf-Platendorf), Brome (Altendorf), Parsau, Wasbüttel, Schwülper sowie eine Brüdergemeinde in Hillerse.
Siebenten-Tags-Adventisten
1926 wurde die erste Adventgemeinde in Gifhorn gegründet mit Kirche von 1959 und einem Neubau 1991. Um 2000 wurde eine weitere Adventgemeinde in Gifhorn-Kästorf gegründet.
Neuapostolische Kirche
Die Neuapostolische Kirche verfügt über zwei Gemeinden, die beide zur Gebietskirche Nord- und Ostdeutschland gehören. Die Gemeinde in der Stadt Gifhorn gehört zum Kirchenbezirk Braunschweig, die seit 1919 bestehende Gemeinde in Hankensbüttel gehört zum Kirchenbezirk Hannover-Nord.
Pfingstler
Zur Pfingstbewegung gehört die Kirche im Brauhaus in Gifhorn (Bund Freikirchlicher Pfingstgemeinden).

### Überkonfessionelle Zusammenschlüsse
Evangelische Allianz
Das nachfolgende 20. Jahrhundert brachte an seinem Anfang die große Ökumenische Bewegung hervor. Nachdem jahrhundertelang zuerst immer auf das Trennende der christlichen Kirchen geblickt wurde, bemüht man sich seit 90 Jahren in der Ökumene zuerst das Gemeinsame zu sehen, auch in Gifhorn. So vereinigten sich vor ungefähr 30 bis 40 Jahren auf Einheit innerhalb des evangelischen Bereiches bedachte Personen in Gifhorn zur Ortsgruppe der Evangelischen Allianz, Hauptereignis ist jedes Jahr in der zweiten Januarwoche die Gebetswoche, die reihum in den Gemeinden gemeinsam gefeiert wird.
Arbeitsgemeinschaft Christlicher Kirchen
Nicht Personen, sondern Institutionen wie Kirchengemeinden bilden die Arbeitsgemeinschaft Christlicher Kirchen, die sich in Gifhorn 2001 erneut zusammenschloss. Folgenden Kirchen beziehungsweise Gemeinschaften gehören ihr an:
- Katholische Kirchengemeinde Sankt Altfrid Gifhorn/Meine
- Evangelisch-lutherischen Kirchengemeinden Gifhorns im Kirchenkreis Gifhorn
- Evangelisch-Lutherische Philippus-Gemeinde der Selbständigen Evangelisch-Lutherischen Kirche
- Russisch-orthodoxe Kirchengemeinde
- Evangelisch-Freikirchliche Gemeinde (Baptisten)

Gaststatus:
- Adventgemeinde

### Konfessionsstatistik
Gemäß der Volkszählung 2011 waren 54,3 % der Einwohner evangelisch, 8,7 % römisch-katholisch und 37,0 % konfessionslos, gehörten einer anderen Glaubensgemeinschaft an oder machten keine Angabe. Der Anteil der Protestanten und Katholiken am Gesamtbevölkerung ist seitdem mit 1 % jährlich gesunken. Gemäß dem Zensus 2022 waren (2022) 43,3 % der Einwohner evangelisch,7,6 % katholisch und 49,1 % konfessionslos, gehörten einer anderen Glaubensgemeinschaft an oder machten keine Angabe.

## Politik

### Wahlergebnisse seit 1920
Die historischen Wahlergebnisse im Kreis Gifhorn unterschieden sich markant von den gesamtdeutschen Ergebnissen. Oft erzielten kleine regionale Parteien in Gifhorn sehr hohe Ergebnisse.

#### 1920–1929: Welfen gegen Preußen
Mehr als von den klassischen Gegensätzen zwischen links und rechts oder Katholiken und Protestanten war Gifhorn von Widerstand der Welfen (Deutsch-Hannoversche Partei) gegen die 1866 erfolgte Annexion durch Preußen geprägt. Die konservativen Preußen hatten ihre Anhänger, z. B. in der DNVP.
1920 beispielsweise wählte der Kreis zum Reichstag wie folgt: Welfen 48,7 %, SPD 27,9 %, DVP 8,6 %, DNVP 8,2 %.
Die Welfen pendelten sich in den Folgejahren bei etwa 36 % ein, die SPD verlor etwas und die DNVP erzielte wechselhafte Ergebnisse zwischen 8,8 und 20,7 %. Im Mai 1924 erzielte die NSDAP bei ihrer ersten Kandidatur einen Erfolg mit 11,9 %, konnte dieses Ergebnis aber zunächst nicht halten.

#### 1930–1945: Erdrutsch nach rechts
Schon zur Reichstagswahl 1930 wurde die NSDAP stärkste Partei mit 34,2 %. Bei den Wahlen im April 1932 hatten die Welfen fast alle Wähler an die NSDAP verloren, die hier eines ihrer stärksten Ergebnisse in Deutschland erzielte: NSDAP 68,1 %, SPD 14,2 %, Welfen 6,4 %, KPD 5,0 %, DNVP 4,1 %, alle anderen unter 1 %. Bei der Reichstagswahl März 1933 wählten bei einer 90-prozentigen Rekord-Wahlbeteiligung 73,8 % die NSDAP – was den höchsten Wert für die NSDAP im Deutschen Reich darstellte.

#### 1945–1964: Hohe Ergebnisse für Konservative
Nach dem Krieg wählten Kriegsflüchtlinge längere Zeit den BHE. (1952 mit 31,5 %). Daneben gab es neben der CDU verschiedene konservative Kleinparteien wie die konservativ-niedersächsische DP (Deutsche Partei), die rechte Deutsche Reichspartei (DRP) und die später verbotene rechtsextreme Sozialistische Reichspartei (SRP). Bei der Bundestagswahl 1949 wurde die DP im Landkreis stärkste Partei mit 32,2 % und die DRP zweitstärkste mit 29,0 %. Die im Bundestag führenden Parteien folgten abgeschlagen: die SPD mit 24,6 %, Adenauers CDU mit nur 9,1 % und die FDP mit 2,6 %. Bis 1961 verbesserten sich diese Parteien immer mehr, die CDU kam bei der Bundestagswahl immerhin auf 39,3 %, im Kreistag aber weiter nur auf Platz 4 mit 14,6 %.

#### 1965–1969: Hochburg der CDU
Nach 1961 erhielten CDU und SPD zu Lasten der Kleinparteien mehr Wählerstimmen, so dass sich der Landkreis Gifhorn zu einer CDU-Hochburg entwickelte. 1969 wählte der Kreis zu 52,1 % CDU, 36,4 % SPD, 6,6 % NPD und 4,4 % FDP.

#### Seit 1969: Angleichung an den Bundesdurchschnitt
Nach 1969 dominierte zunächst die CDU, der Kreis entwickelte sich aber immer mehr in Richtung des Bundesdurchschnitts.
Auf Bundesebene ist Gifhorn seit 1949 mit Peine zu einem gemeinsamen Wahlkreis vereinigt.
Im Kreis Gifhorn waren die Mehrheiten entsprechend den Bundesergebnissen bis 1998 schwarz-gelb und bis 2009 rot-grün ausgefallen (Zweitstimmen 2005: SPD 46,4 %, CDU 32,4 %, FDP 8,1 %, Grüne 6,1 %, Linkspartei.PDS 4,2 %). Dies änderte sich dem Bundestrend folgend bei der Bundestagswahl 2009, bei der vor allem die SPD auch im Landkreis Gifhorn Verluste zu verzeichnen hatte: CDU 36,8 %, SPD 29,6 %, FDP 11,6 %, Grüne 9,1 %, Die Linke 7,7 % (Zweitstimmen-Ergebnisse bezogen auf den Landkreis Gifhorn).

Als Direktkandidat gewählt wurde jeweils Hubertus Heil (SPD), der 2002, 2005, 2009 und 2013 wiedergewählt wurde. Von 2005 bis 2009 vertrat auch Eva Möllring (CDU) ebenfalls Gifhorn im Deutschen Bundestag, ebenso wie von 2010 bis 2013 die Gifhornerin Ewa Klamt (CDU) als Nachrückerin.

### Kreistag
Bei der Kreistagswahl am 12. September 2021 wurde wie im Diagramm gezeigt gewählt.
- Linke: 1
- PARTEI: 1
- SPD: 18
- Grüne: 8
- B.I.G.: 1
- FDP: 3
- UNABH: 3
- CDU: 18
- AfD: 5

Nach der Kommunalwahl 2021 gibt es im Kreistag folgende Fraktionen und Gruppen:
1. SPD-Fraktion (18 Sitze)
2. CDU-Fraktion (18 Sitze)
3. Gruppe „Die GRÜNEN/Die FRAKTION“ (10 Sitze)
  1. Grünen-Fraktion (8 Sitze)
  2. Gruppe „Die FRAKTION“ aus Die Linke und Die Partei (2 Sitze)
4. Gruppe „Unabhängige/FDP“ (6 Sitze)
  1. FDP-Fraktion (3 Sitze)
  2. Unabhängigen-Fraktion (3 Sitze)
5. AfD-Fraktion (5 Sitze)

Einzig der Kreistagsabgeordnete der B.I.G. Sassenburg ist fraktions- bzw. gruppenlos.
In der Wahlperiode 2016 bis 2021 bildeten CDU, SPD, Unabhängige und FDP in einer „Mega-Koalition“ die Kreistagsmehrheit und arbeiteten dementsprechend zusammen. Bei der Kommunalwahl 2021 wurde die SPD erstmals stärkste Partei im Landkreis. Bis zu seinem Tod war auch der SPD-Landrat Tobias Heilmann im Kreistag und Kreisausschuss stimmberechtigt, wodurch die SPD dort effektiv je einen Sitz mehr als die CDU hatte. Im Kreisausschuss hatten SPD und Grüne dadurch eine stabile Mehrheit, im Kreistag gab es in der aktuellen Wahlperiode dagegen nie klare Mehrheitsverhältnisse.
| SPD                        | Sozialdemokratische Partei Deutschlands     | 31,3 | 18   | 29,6                       | 16                         | 36,0 | 19   | 38,0 | 21   | 37,6 | 21   |      |      |
| CDU                        | Christlich Demokratische Union Deutschlands | 30,9 | 18   | 37,1                       | 20                         | 41,2 | 22   | 45,2 | 24   | 47,9 | 27   |      |      |
| Grüne                      | Bündnis 90/Die Grünen                       | 14,1 | 8    | 11,1                       | 6                          | 12,7 | 7    | 7,2  | 4    | 5,7  | 3    |      |      |
| AfD                        | Alternative für Deutschland                 | 7,6  | 5    | 9,1                        | 5                          | –    | –    | –    | –    | –    | –    |      |      |
| UNABHÄNGIGE                | UNABHÄNGIGE (Wählergruppe)                  | 5,1  | 3    | 6,8                        | 4                          | 3,5  | 2    | 4,0  | 2    | 3,5  | 1    |      |      |
| FDP                        | Freie Demokratische Partei                  | 4,9  | 3    | 3,3                        | 2                          | 3,0  | 2    | 5,6  | 3    | 4,7  | 2    |      |      |
| Linke                      | Die Linke                                   | 1,8  | 1    | 2,5                        | 1                          | 1,8  | 1    | –    | –    | –    | –    |      |      |
| PARTEI                     | Die PARTEI                                  | 1,7  | 1    | –                          | –                          | –    | –    | –    | –    | –    | –    |      |      |
| B.I.G.                     | B.I.G. Sassenburg/Wesendorf                 | 1,5  | 1    | –                          | –                          | –    | –    | –    | –    | –    | –    |      |      |
| Basis                      | Basisdemokratische Partei Deutschland       | 0,6  | 0    | –                          | –                          | –    | –    | –    | –    | –    | –    |      |      |
| ÖDP                        | Ökologisch-Demokratische Partei             | 0,4  | 0    | –                          | –                          | –    | –    | –    | –    | –    | –    |      |      |
| LKR                        | Liberal-Konservative Reformer               | 0,1  | 0    | –                          | –                          | –    | –    | –    | –    | –    | –    |      |      |
| Piraten                    | Piratenpartei Deutschland                   | –    | –    | –                          | –                          | 1,4  | 1    | –    | –    | –    | –    |      |      |
| PBC                        | Partei Bibeltreuer Christen                 | –    | –    | –                          | –                          | 0,5  | 0    | –    | –    | 0,6  | 0    |      |      |
| Gesamt                     | Gesamt                                      | 100  | 58   | 100                        | 54                         | 100  | 54   | 100  | 54   | 100  | 54   |      |      |
| Wahlbeteiligung in Prozent | Wahlbeteiligung in Prozent                  | 60,4 | 60,4 | Wahlbeteiligung in Prozent | Wahlbeteiligung in Prozent | 56,4 | 56,4 | 54,3 | 54,3 | 53,2 | 53,2 | 60,6 | 60,6 |

### Landräte und Kreishauptmänner
Andreas Ebel (CDU) vertrat den Landkreis Gifhorn ab November 2014 als Landrat nach außen. Er war am 25. Mai 2014 im ersten Wahlgang gewählt geworden. Zuvor hatte Marion Lau (SPD) 13 Jahre lang das Amt inne.
Im 1. Wahlgang der Landratswahl 2021 erhielt Ebel 33,8 % der Stimmen, seine Gegenkandidaten Tobias Heilmann (SPD/Ummern) 38,0 %, Arne Duncker (Grüne/Meine) 11,8 %, Robert Preuß (AfD/Gifhorn) 8,4 %, Detlev Eichner (parteilos/Gifhorn) 6,7 % und Metin Ucar (parteilos/Gifhorn) 1,1 %. Im zweiten Wahlgang traten Heilmann und Ebel gegeneinander an.
1946 bis 2001 hatte der Landkreis eine „Doppelspitze“: Der hauptamtliche Oberkreisdirektor leitete die Verwaltung und hatte damit das faktisch einflussreichere Amt, der ehrenamtliche Landrat bildete die politische Spitze. Bis kurz vor Ende des 20. Jahrhunderts waren alle Landräte und Oberkreisdirektoren und auch ihre seit 1564 nachweisbaren Vorgänger, die Kreishauptmänner und Amtmänner, männlich.

#### Kreishauptmänner des Kreises Gifhorn
Bis zum 1. April 1885 wurden die Leiter der Verwaltung des Kreises Gifhorn „Kreishauptmann“ genannt.
- 1842–1863: August von der Wense aus Wohlenrode
- 1867–1873: Carl von Arnim aus Fallersleben
- 1873–1880: Theodor Eilers aus Syke
- 1880–1884: Ernst Mejer aus Weener
- 1884–1885: Benno von Niebelschütz aus Norden

#### Landräte des Landkreises Gifhorn
- 1885–1890 Benno von Niebelschütz
- 1890–1900 Kurd von Berg-Schönfeld
- 1900–1908 Ludwig von der Wense
- 1908–1937 Eugen von Wagenhoff
- 1937–1943 Karl Glehn
- 1943 August Heinichen (vertretungsweise)
- 1946–1949: Heinrich Senge (CDU)
- 1949–1962: Karl-Heinrich Heise (DP)
- 1963–1991: Heinrich Warnecke (CDU)
- 1991–2001: Margarete Pertzel (CDU)
- 2001–2014: Marion Lau (SPD)
- 2014–2021: Andreas Ebel (CDU)
- 2021–2025: Tobias Heilmann (SPD)[14]

### Mitgliedschaft in Verbänden
Aufgrund seiner wirtschaftlichen und raumplanerischen Zugehörigkeit zur Region Braunschweig ist der Landkreis Gifhorn Mitglied im Regionalverband Großraum Braunschweig. Dieser ist in seinem Verbandsgebiet anstelle der Verbandsglieder für die Regionalplanung und einiger damit verbundener Aufgaben zuständig. Außerdem nimmt er anstelle der Verbandsglieder und der Landesnahverkehrsgesellschaft Niedersachsen die Rolle als umfassender ÖPNV-Aufgabenträger wahr.
Zur Pflege des regionalen kulturellen Erbes auf dem Gebiet des ehemaligen Fürstentums Lüneburg entsendet der Landkreis zwei Vertreter der nicht zur Ritterschaft gehörenden ländlichen Grundbesitzer (3. Kurie) in die Landschaft des vormaligen Fürstentums Lüneburg und ist selbst Mitglied im Lüneburgischen Landschaftsverband. Letzterer ist damit auch zuständige Behörde für die regionale Kulturförderung des Landes Niedersachsen im Kreisgebiet. Die historische Landschaft ist weiterhin an den VGH Versicherungen beteiligt, die im Kreisgebiet als öffentlicher Versicherer tätig sind.
Träger der örtlich zuständigen Sparkasse ist ein Sparkassenzweckverband der Landkreise Gifhorn und Celle sowie der Städte Wolfsburg und Celle. Im Verbundgeschäft arbeitet die Sparkasse Celle-Gifhorn-Wolfsburg mit der LBS NordWest, der DekaBank, den VGH Versicherungen und der Deutschen Leasing zusammen. Kulturelle und soziale Aktivitäten im Kreisgebiet fördert die Sparkasse besonders mittels ihrer Sparkassenstiftung Gifhorn-Wolfsburg für Kultur und Soziales sowie durch Unterstützung der Hospiz-Stiftung für den Landkreis Gifhorn und der kreiseigenen Landkreis Gifhorn Stiftung.
Neben den meisten seiner Mitgliedsgemeinden ist auch der Landkreis selbst Mitglied im Aller-Ohre-Ise-Verband. Dieser erfüllt nämlich neben seiner Funktion als Unterhaltungsverband für die niedersächsischen Einzugsgebiete der Oberaller, Ohre und Ise noch weitergehende regionale Aufgaben des Hochwasserschutzes, Naturschutzes und Wassermanagements, die ihm die Landkreise Gifhorn und Helmstedt sowie die kreisfreie Stadt Wolfsburg übertragen haben.
Wie alle anderen niedersächsischen Landkreise ist auch der Landkreis Gifhorn Mitglied im Niedersächsischen Landkreistag. Dieser vertritt als kommunaler Spitzenverband die Belange seiner Mitglieder gegenüber dem Niedersächsischen Landtag und der Niedersächsischen Landesregierung.
Weitere Mitgliedschaften:
- Arbeitsgemeinschaft Fahrradfreundlicher Kommunen Niedersachsen/Bremen[15]
- Archäologische Kommission für Niedersachsen[16]
- Bündnis Elbe-Seitenkanal[17][18]
- Bündnis gegen Depression[19][20]
- Nordland-Autobahn-Verein[21][22]

### Partnerschaften und Patenschaften
- North Lincolnshire Council (England)
- Patenschaft für den Heimatkreis Flatow (seit 1955)[23] und Partnerschaft mit dem heutigen polnischen Powiat Złotowski (seit 2003),[24] dessen Kreisstadt ebenfalls Flatow (Złotów) ist. Unter anderem befindet sich im Historischen Museum, gelegen im Gifhorner Schloss, eine Flatower Heimatstube mit kleinem Archiv und Büchersammlung.

## Demografische Daten und Einwohnerentwicklung

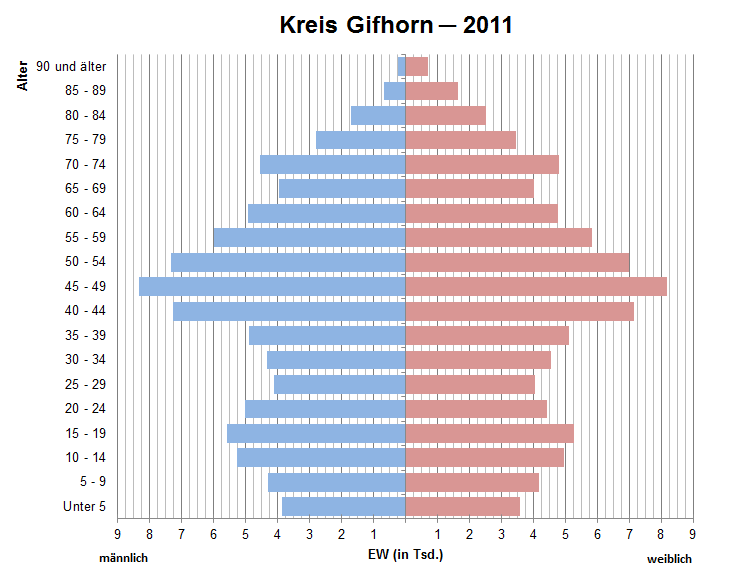
Bevölkerungspyramide für den Kreis Gifhorn (Datenquelle: Zensus 2011)

Nach dem Niedersächsischen Landesamt für Statistik wohnten 2005 im Landkreis Gifhorn 175.192 Menschen in 48.898 Gebäuden mit insgesamt 71.493 Wohnungen bei einer durchschnittlichen Wohnfläche von 44,8 m² je Person. 21,90 % der Bevölkerung waren 2005 unter 18 Jahre alt, 7,80 % zwischen 18 und 25, 29,00 % zwischen 25 und 45, 25,30 % zwischen 45 und 64, und 16,00 % waren 65 Jahre alt oder älter. Die Arbeitslosenquote lag bei durchschnittlich 11,0 % (Männer: 9,4 %, Frauen: 13,4 %). 36.408 Menschen pendeln regelmäßig aus dem Landkreis heraus, 3.308 herein.
Die Bevölkerungszahl des Landkreises Gifhorn entwickelte sich seit 1890 wie folgt:
| Jahr | Einwohner | Quelle |
| ---- | --------- | ------ |
| 1890 | 30.828    | [ 27 ] |
| 1900 | 34.097    | [ 27 ] |
| 1910 | 37.208    | [ 27 ] |
| 1925 | 39.174    | [ 27 ] |
| 1939 | 71.335    | [ 27 ] |
| 1950 | 144.959   | [ 27 ] |
| 1960 | 117.800   | [ 27 ] |
| 1970 | 135.600   | [ 28 ] |
| 1980 | 122.700   | [ 29 ] |
| 1990 | 140.428   | [ 30 ] |
| 2000 | 171.501   | [ 30 ] |
| 2010 | 172.643   | [ 30 ] |
| 2020 | 178.575   | [ 31 ] |

Der Einwohnerzuwachs zwischen 1925 und 1939 beruht auch auf einer Erweiterung des Kreisgebietes, die Abnahme zwischen 1950 und 1960 auf der Ausgliederung Wolfsburgs, und die zwischen 1970 und 1980 auf einer Gebietsreform.

## Kultur und Sehenswürdigkeiten

### Museen
Die kreiseigene Bildungs- und Kultur gGmbH betreibt vier Museen. Auf Schloss Gifhorn ist das Historische Museum untergebracht. Ebenfalls in Gifhorn liegt EMMA – Museumswohnung im Kavalierhaus, eine Ausstellung zur bürgerlichen Wohnkultur im 20. Jahrhundert in einem Haus von 1546. Die verbleibenden zwei Kreismuseen liegen im Nordkreis. Das Schulmuseum befindet sich im Erich-Weniger-Haus in Steinhorst. Neben der ständigen Ausstellung und Sonderveranstaltungen (u. a. werden Schulstunden im Stil von 1900 für Kinder angeboten) arbeitet das Schulmuseum auch an einer Schriftenreihe, den Steinhorster Schriften zur regionalen Schulgeschichte und Schulentwicklung (begonnen 1989, bisher neun Bände). In der 1203 erstmals erwähnten Burg Brome ist ein Burgmuseum untergebracht. Aus dem Umkreis des Burgmuseums liegen gleichfalls zahlreiche Publikationen vor: von 1980 bis 2000 sind hier 28 vorwiegend regionalgeschichtliche Werke erschienen.
Bis Anfang 2016 betrieb der Landkreis noch das Klosterhofmuseum Isenhagen. Es zeigte die Geschichte des 1243 von den Zisterziensern gegründeten und seit der Reformation als evangelisches Damenstift betriebenen Klosters Isenhagen. Ein besonderer Schwerpunkt war die Geschichte historischer Klostergärten. Hierzu gab es am Museum einen Mustergarten und ein 1993 publiziertes Kräuterbuch. Seit der Schließung des Klosterhofmuseums gibt es weiterhin das Museum im Kloster, welches sich in Trägerschaft der Klosterkammer Hannover befindet und vom örtlichen Konvent unter Leitung der Äbtissin betrieben wird.
Neben diesen Museen existieren eine Reihe weiterer Museen und Ausstellungen auf dem Gebiet des Landkreises. Am bekanntesten ist wohl das Internationale Mühlenmuseum in Gifhorn mit Nachbauten in Originalgröße von Mühlen aus sieben Ländern der Welt. Seit 1. Januar 2022 befindet es sich im Eigentum der Stadt Gifhorn. Nach rund eineinhalbjähriger Schließung wegen Umbaumaßnahmen ist es seit Pfingsten 2023 wieder geöffnet.
In der Region bekannt ist auch das Otter-Zentrum in Hankensbüttel. In Vollbüttel gibt es ein Kinomuseum, in Dedelstorf-Oerrel ein Jagdmuseum und in Wittingen-Lüben ein Museum im Dorf. Jenseits der Kreisgrenze in Böckwitz, in unmittelbarer Nähe zum Bromer Ortsteil Zicherie, befasst sich das Grenzmuseum Böckwitz-Zicherie mit der Geschichte dieser Grenzregion zur Zeit der deutschen Teilung.

### Jahrbuch
Jährlich gibt der Landkreis Gifhorn ein Jahrbuch zur Heimatgeschichte heraus, das regionalen ehrenamtlichen Autoren ein Forum bietet. Bis einschließlich 2020 hieß dieses Kreiskalender. Der Name rührt daher, dass ursprünglich auch landwirtschaftliche Termine dargestellt wurden. Des Weiteren fanden sich dort u. a. plattdeutsche Artikel und Naturbetrachtungen. Die Reihe begann 1925 im Kreis Isenhagen und wurde nach der Vereinigung mit Gifhorn vom neuen Gesamtkreis übernommen. Seit der Ausgabe 2021 wurde das Blatt in 1885 – Geschichten aus der Geschichte des Landkreises Gifhorn umbenannt. Die Zahl 1885 bezieht sich auf das Gründungsjahr der Altkreise Gifhorn und Isenhagen. Das Jahrbuch beschränkt sich seitdem auf historische Beiträge, zwischen die Gedichte und Anekdoten sowohl in hoch- als auch in plattdeutscher Sprache eingestreut sind.

### Schulen
Im Landkreis Gifhorn sind drei berufsbildende Schulen ansässig, davon zwei in Trägerschaft des Landkreises. Von überregionaler Bedeutung ist darunter die Augenoptikerschule in Hankensbüttel – organisatorisch eine von zwei Außenstellen der kreiseigenen Schulen. Das Helios Klinikum Gifhorn ist außerdem Akademisches Lehrkrankenhaus der Universität Magdeburg.
Unter den allgemeinbildenden Schulen ist der Landkreis Schulträger für die drei integrierten Gesamtschulen, vier der fünf Gymnasien und zwei der drei Förderschulen im Kreisgebiet. Das Philipp-Melanchthon Gymnasium in Meine und die verbleibende Förderschule befinden sich in kirchlicher Trägerschaft. Das Förderschulangebot wird ergänzt durch zwei Tagesbildungsstätten  der Lebenshilfe. Drei Oberschulen, fünf Realschulen, vier Hauptschulen und 41 Grundschulen sind in Trägerschaft der Mitgliedsgemeinden.
Kreisvolkshochschule, -kunstschule und -musikschule werden von der kreiseigenen Bildungs- und Kultur gGmbH betrieben.

## Lokale Tageszeitungen
Der Landkreis Gifhorn verfügt noch über drei örtliche Tageszeitungen, die teilweise miteinander konkurrieren: Die Aller-Zeitung aus der Madsack Mediengruppe und die Gifhorner Rundschau aus der Funke Mediengruppe haben ihren regionalen Schwerpunkt in der Stadt Gifhorn und im Südkreis. Das Isenhagener Kreisblatt aus der Ippen Mediengruppe hat seinen regionalen Schwerpunkt dagegen im Nordkreis, wobei es teilweise zu Überschneidungen kommt. Über Themen, die den gesamten Landkreis betreffen, berichten alle drei Tageszeitungen.

## Wirtschaft, Verkehr und Infrastruktur

### Wirtschaft
Im Zukunftsatlas 2022 belegte der Landkreis Gifhorn Platz 71 von 400 Landkreisen, Kommunalverbänden und kreisfreien Städten in Deutschland. Bereits 2016 belegte er dort Platz 77 von 402. Damit zählt der Landkreis zu den Orten mit „hohen Zukunftschancen“.
Die wirtschaftliche Entwicklung des Landkreises wird stark von den angrenzenden Oberzentren Braunschweig und Wolfsburg geprägt. Einer der größten Arbeitgeber der Region ist das im benachbarten Wolfsburg ansässige Volkswagenwerk mit einem großen Einzugsgebiet. Mehrere Zulieferer und Dienstleister im Bereich der Automobilindustrie haben im Landkreis ihren Sitz. Ein weiterer großer Arbeitgeber von überregionaler Bedeutung ist die Butting Gruppe mit Sitz in Knesebeck. Für den ländlich strukturierten Landkreis Gifhorn ist auch die Agrarwirtschaft weiterhin prägend.
Die landwirtschaftlichen Betriebe im Landkreis Gifhorn sind der Bezirksstelle Braunschweig der Landwirtschaftskammer Niedersachsen zugeordnet. Eine Außenstelle und das zuständige Forstamt Südostheide der Landwirtschaftskammer befinden sich in Gifhorn. Die Handwerksbetriebe im Kreisgebiet gehören zur Handwerkskammer Braunschweig-Lüneburg-Stade, die übrigen Gewerbetreibenden zur Industrie- und Handelskammer Lüneburg-Wolfsburg.

### Verkehr

#### Wasserstraßennetz
Die Flüsse im Kreisgebiet sind nicht schiffbar. Dagegen handelt es sich bei Mittellandkanal und Elbe-Seiten-Kanal um Bundeswasserstraßen, auf denen Schiffsverkehr stattfindet. Über die Häfen im Landkreis Gifhorn besteht Anschluss ans Straßennetz, im Falle des Wittinger Hafens auch unmittelbar ans Schienennetz.

#### Schienennetz
Im Bahnhof Gifhorn kreuzen sich die zweigleisige Bahnstrecke Berlin–Lehrte und die eingleisige Bahnstrecke Braunschweig–Wieren. Beide werden von der bundeseigenen DB InfraGO betrieben. In Wittingen zweigt die Bahnstrecke Celle–Wittingen der landeseigenen SinON ab. Alle weiteren Bahnstrecken, die einst auf dem Kreisgebiet in Betrieb waren, wurden stillgelegt. Das betraf unter anderem die Bahnstrecke Gifhorn Stadt–Celle und die Bahnstrecke Wittingen–Oebisfelde.

#### Straßennetz
Im äußersten Südwesten verläuft die Bundesautobahn 2 (Europastraße 30) über das Kreisgebiet und ist über die Anschlussstellen „Braunschweig-Watenbüttel“ bei Rothemühle und „Braunschweig-Hafen“ bei Walle in der Gemeinde Schwülper zu erreichen. Etwas weiter östlich endet die Bundesautobahn 391 an der Anschlussstelle „Braunschweig-Wenden“ beim Meiner Ortsteil Bechtsbüttel und geht dort in die B 4 über. Im östlichen Teil des Landkreises endet gleichermaßen die Bundesautobahn 39 an der Anschlussstelle „Weyhausen“ bei Tappenbeck und Weyhausen, nachdem sie die B 188 gekreuzt hat, und geht in die B 248 über.
Als markante Nord-Süd-Verbindung durchquert die Bundesstraße 4 den Landkreis, die bei Gifhorn die Bundesstraße 188 kreuzt. Der Norden und der Osten werden von den Bundesstraßen 244 und 248 erschlossen, die sich bei Brome kreuzen. Im Westen verläuft die Bundesstraße 214 streckenweise über Kreisgebiet oder in unmittelbarer Nähe der Kreisgrenze. Die Bundesstraßen und die 18 Landesstraßen (Stand 2025) werden im Kreisgebiet vom Geschäftsbereich Wolfenbüttel der Niedersächsischen Landesbehörde für Straßenbau und Verkehr betreut.
Weiter verdichtet wird das überörtliche Straßennetz von 97 Kreisstraßen (Stand 2025), die der Landkreis mit seinen eigenen Straßenmeistereien betreut. Bei den übrigen öffentlichen Straßen im Kreisgebiet handelt es sich um Gemeindestraßen.

#### Radwegenetz
Der Landkreis wird von drei Radfernwegen durchzogen: Im Osten, an der Grenze zu Sachsen-Anhalt, verläuft der Iron Curtain Trail (EV13) streckenweise über das Kreisgebiet. Ebenfalls in Nord-Süd-Richtung verläuft der Weser-Harz-Heide-Radfernweg, der sich in Gifhorn mit dem in Ost-West-Richtung verlaufenden Aller-Radweg kreuzt.
Der Bau von Radwegen an Bundes-, Landes- und Kreisstraßen liegt in der Verantwortung des jeweiligen Trägers der Straßenbaulast. Zusätzlich unterhält der Landkreis ein Netz an Touristischen Radwegen, das vielfach auch über Wirtschaftswege und wenig befahrene Straßen führt. Dazu wurde ein Knotenpunktsystem mit entsprechender Beschilderung eingerichtet.

#### Öffentlicher Personennahverkehr
Das Kreisgebiet gehört zum Verkehrsverbund Region Braunschweig, dessen Hauptgesellschafter der Regionalverband Großraum Braunschweig ist. Die Einheitsgemeinde Sassenburg bildet mit der Samtgemeinde Boldecker Land eine gemeinsame Tarifzone, desgleichen die Samtgemeinde Isenbüttel mit der Samtgemeinde Papenteich. Die übrigen Samt- und Einheitsgemeinden des Landkreises bilden je eine eigene Tarifzone innerhalb des Verbundsgebiets.
Auf der Bahnstrecke Berlin–Lehrte sind Bahnhöfe in Meinersen, Leiferde, Gifhorn und Calberlah eingerichtet, die vom RE 30 (Hannover–Wolfsburg) bedient werden. Die Züge gehören der regionalverbandseigenen Gesellschaft Regionalbahnfahrzeuge Großraum Braunschweig GmbH und werden unter der Marke enno von der Metronom Eisenbahngesellschaft betrieben.
Die Bahnstrecke Braunschweig–Wieren hat Bahnstationen in Meine, Rötgesbüttel, Gifhorn, Gifhorn Stadt, Triangel, Wahrenholz, Schönewörde, Vorhop, Knesebeck und Wittingen. Hier verkehrt die RB 47 (Braunschweig–Uelzen), die von erixx mit Fahrzeugen der Landesnahverkehrsgesellschaft Niedersachsen (LNVG) betrieben wird.
Die Buslinien im Kreisgebiet sind entsprechend dem Nahverkehrsplan des Regionalverbands in mehrere Teilnetze gruppiert, zu denen jeweils ein Verkehrsvertrag mit einem einzigen Verkehrsunternehmen besteht. Im Großteil des Kreisgebiets ist demnach per Direktvergabe die kreiseigene Verkehrsgesellschaft Landkreis Gifhorn (VLG) zuständig, die ihre Buslinien teilweise selbst, teilweise mittels anderer örtlicher Busunternehmen als Subunternehmer betreibt. Mit den Linien ganz im Norden und Westen ist aktuell (Stand 2025) die Bischof-Brauner GbR beauftragt, in der sich zwei örtliche Busunternehmen zusammengeschlossen haben. Für die meisten Linien im Südosten des Kreisgebiets sind die Verkehrsbetriebe Bachstein zuständig.

#### Kfz-Kennzeichen
Am 1. Juli 1956 wurde dem Landkreis bei der Einführung der bis heute gültigen Kfz-Kennzeichen das Unterscheidungszeichen GF zugewiesen. Es wird durchgängig bis heute ausgegeben.

### Versorgungsinfrastruktur

#### Energieversorgung
Die leitungsgebundene Energieversorgung ist im Landkreis Gifhorn größtenteils Sache der LSW. Nahezu im gesamten Kreisgebiet ist die LSW Netz zuständiger Verteilnetzbetreiber und die LSW Energie zuständiger Grundversorger für den Bereich Strom. Ausnahmen sind zum einen die Orte Bokel, Pollhöfen, Ummern und Hahnenhorn, wo die Celle-Uelzen Netz und die SVO Vertrieb zuständig sind, und zum anderen der Ort Ohof mit Avacon Netz und E.ON Energie. Die Übergabepunkte zwischen dem Hochspannungsnetz der LSW und dem Höchstspannungsnetz des regionalen Übertragungsnetzbetreibers TenneT TSO liegen außerhalb des Kreisgebiets in den Umspannwerken in Braunschweig-Nord und Hattorf. Im Kreisgebiet liegen dagegen die Umspannwerke zwischen Hoch- und Mittelspannung in Ausbüttel, Ehra, Gamsen, Gifhorn, Oerrel, Rethen und Wittingen.
Bei der Gasversorgung ist die LSW Netz ohne Ausnahme für alle Orte des Landkreises als Netzbetreiber tätig. Die LSW Energie ist hier jedoch nur in der Stadt Gifhorn, den Samtgemeinden Hankensbüttel und Wesendorf und den meisten Orten der Stadt Wittingen Grundversorger. Im Rest des Landkreises ist stattdessen das Schwesterunternehmen Gasversorgung im Landkreis Gifhorn (GLG) zuständig, dessen Betriebsführung aber ebenso die LSW wahrnimmt.
Ein größeres Fernwärmenetz gibt es im Landkreis nicht. Kleinere Nahwärmenetze werden dagegen von den verschiedensten örtlichen Anbietern betrieben. Diese speisen sich häufig aus kleineren Blockheizkraftwerken, zentralen Hackschnitzelheizungen oder der Abwärme von Biogasanlagen. Teilweise ist auch die Nutzung der Abwärme weiterer Industrieanlagen im Gespräch.

#### Wasserver- und -entsorgung
Den Großteil des Landkreises versorgt der Wasserverband Gifhorn mit Trinkwasser primär aus seinen Grundwasserwerken in Ettenbüttel, Groß Schwülper, Hankensbüttel, Lüsche, Schönewörde, Wedelheine und Wittingen. In der Kreisstadt ist stattdessen das städtische Wasserwerk Gifhorn zuständig, das ebenfalls über eigene Grundwasserförderung einen Teil des städtischen Bedarfs deckt. Die Gemeinde Bokensdorf ist an das Wassernetz der LSW angeschlossen, mit dem diese die Stadt Wolfsburg aus den Grundwasserwerken in Westerbeck und Rühen versorgt. Der Rest der Samtgemeinde Boldecker Land und die Samtgemeinde Brome erhalten ihr Trinkwasser dagegen vom Wasserverband Vorsfelde primär aus den Grundwasserwerken in Eischott, Jembke und Lessien. Die Wasserwerke sind versorgerübergreifend miteinander und mit dem Versorgungsnetz der Stadt Braunschweig verbunden, sodass sie entweder kontinuierlich oder wenigstens in Notfällen Trinkwasser aneinander abgeben können.
Die Abwasserentsorgung übernimmt in den meisten Fällen der Wasserversorger. So betreibt der Wasserverband Gifhorn neben kleineren Klärteichen zentrale Kläranlagen in Steinhorst, Dedelstorf, Hankensbüttel, Wesendorf, Flettmar, Leiferde, Sassenburg und Isenbüttel und nutzt darüber hinaus die Kläranlage Steinhof des Abwasserverbands Braunschweig. Für die Samtgemeinde Brome betreibt der Wasserverband Vorsfelde eine Kläranlage in Brome sowie ebenfalls noch Klärteiche. In der Stadt Gifhorn ist statt des Wasserwerks der städtische Abwasser- und Straßenreinigungsbetrieb Gifhorn mit seiner zentralen Kläranlage zuständig. In der Samtgemeinde Boldecker Land betreiben anstelle des Wasserverbands die Wolfsburger Entwässerungsbetriebe einen Klärteich in Barwedel und ein zentrales Pumpwerk in Weyhausen, das das Abwasser den Wolfsburger Kläranlagen zuführt.

## Gemeinden
In Klammern die Einwohnerzahl am 31. Dezember 2024.
Einheitsgemeinden
1. Gifhorn, Stadt, selbständige Gemeinde (42.726)
2. Sassenburg (11.913)
3. Wittingen, Stadt (11.136)

Samtgemeinden mit ihren Mitgliedsgemeinden
* Sitz der Samtgemeindeverwaltung
| - 1. Samtgemeinde Boldecker Land (10.833) 1. Barwedel (978) 2. Bokensdorf (1240) 3. Jembke (2072) 4. Osloß (2206) 5. Tappenbeck (1602) 6. Weyhausen * (2735) - 2. Samtgemeinde Brome (16.068) 1. Bergfeld (864) 2. Brome, Flecken * (3102) 3. Ehra-Lessien (1625) 4. Parsau (1955) 5. Rühen (5790) 6. Tiddische (1235) 7. Tülau (1497) - 3. Samtgemeinde Hankensbüttel (8804) 1. Dedelstorf (1216) 2. Hankensbüttel * (4354) 3. Obernholz (812) 4. Sprakensehl (1163) 5. Steinhorst (1259) | - 4. Samtgemeinde Isenbüttel (15.265) 1. Calberlah (5288) 2. Isenbüttel * (6031) 3. Ribbesbüttel (2110) 4. Wasbüttel (1836) - 5. Samtgemeinde Meinersen (19.974) 1. Hillerse (2489) 2. Leiferde (4231) 3. Meinersen * (8038) 4. Müden (Aller) (5216) - 6. Samtgemeinde Papenteich (24.316) 1. Adenbüttel (1789) 2. Didderse (1276) 3. Meine * (8286) 4. Rötgesbüttel (2519) 5. Schwülper (7328) 6. Vordorf (3118) - 7. Samtgemeinde Wesendorf (14.908) 1. Groß Oesingen (2071) 2. Schönewörde (886) 3. Ummern (1491) 4. Wagenhoff (1151) 5. Wahrenholz (3760) 6. Wesendorf * (5549) |

gemeindefreies Gebiet (unbewohnt)
- Giebel (10,36 km²)

## Ehemalige Gemeinden
Die folgende Liste enthält alle ehemaligen Gemeinden des Landkreises Gifhorn sowie alle Eingemeindungen:
| Gemeinde                              | eingemeindet nach                     | Datum der Eingemeindung | Anmerkung                                   |
| ------------------------------------- | ------------------------------------- | ----------------------- | ------------------------------------------- |
| Abbesbüttel                           | Meine                                 | 1. März 1974            |                                             |
| Ahmstorf                              | Rennau, Landkreis Helmstedt           | 1. März 1974            |                                             |
| Ahnsen                                | Meinersen                             | 1. März 1974            |                                             |
| Allenbüttel                           | Calberlah                             | 1. März 1974            |                                             |
| Allerbüttel                           | Calberlah                             | 1. März 1974            |                                             |
| Allersehl                             | Dedelstorf                            | 1. März 1974            |                                             |
| Almke                                 | Wolfsburg                             | 1. Juli 1972            |                                             |
| Alt Isenhagen                         | Hankensbüttel                         | 1. März 1974            |                                             |
| Altendorf                             | Brome                                 | 1. März 1974            |                                             |
| Ausbüttel                             | Ribbesbüttel                          | 1. März 1974            |                                             |
| Barnstorf                             | Wolfsburg                             | 1. Juli 1972            |                                             |
| Bechtsbüttel                          | Meine                                 | 1. März 1974            |                                             |
| Beienrode                             | Königslutter, Landkreis Helmstedt     | 1. März 1974            |                                             |
| Benitz                                | Brome                                 | 1. März 1974            |                                             |
| Betzhorn                              | Wahrenholz                            | 1. März 1974            |                                             |
| Blickwedel                            | Sprakensehl                           | 1. März 1974            |                                             |
| Böckelse                              | Meinersen                             | 1. März 1974            |                                             |
| Boitzenhagen                          | Ohrdorf                               | 1. März 1974            |                                             |
| Bokel                                 | Sprakensehl                           | 1. März 1974            |                                             |
| Bottendorf                            | Obernholz                             | 1. März 1974            |                                             |
| Brunsbüttel                           | Allenbüttel                           | 1928/29                 |                                             |
| Croya                                 | Parsau                                | 1. Juli 1972            |                                             |
| Dalldorf                              | Leiferde                              | 1. März 1974            |                                             |
| Dannenbüttel                          | Sassenburg                            | 1. März 1974            |                                             |
| Darrigsdorf                           | Wittingen                             | 1. März 1974            |                                             |
| Dieckhorst                            | Müden (Aller)                         | 1. März 1974            |                                             |
| Edesbüttel                            | Calberlah                             | 1. März 1974            |                                             |
| Ehmen                                 | Wolfsburg                             | 1. Juli 1972            |                                             |
| Eickhorst                             | Vordorf                               | 1. März 1974            |                                             |
| Emmen                                 | Hankensbüttel                         | 1. März 1974            |                                             |
| Erpensen                              | Wittingen                             | 1. März 1974            |                                             |
| Essenrode                             | Lehre, Landkreis Braunschweig         | 1. Juli 1972            |                                             |
| Ettenbüttel                           | Müden (Aller)                         | 1. März 1974            |                                             |
| Eutzen                                | Knesebeck                             | 1. März 1974            |                                             |
| Fallersleben, Stadt                   | Wolfsburg                             | 1. Juli 1972            |                                             |
| Flettmar                              | Müden (Aller)                         | 1. März 1974            |                                             |
| Gamsen                                | Gifhorn                               | 1. März 1974            |                                             |
| Gannerwinkel                          | Wittingen                             | 1. März 1974            |                                             |
| Glüsingen                             | Wittingen                             | 1. März 1974            |                                             |
| Grassel                               | Meine                                 | 1. März 1974            |                                             |
| Gravenhorst                           | Meine                                 | 1. März 1974            |                                             |
| Grebshorn                             | Eldingen                              | 1. Oktober 1973         | 1954 zum Landkreis Celle                    |
| Groß Schwülper                        | Schwülper                             | 1. März 1974            |                                             |
| Grußendorf                            | Sassenburg                            | 1. März 1974            |                                             |
| Hagen bei Knesebeck                   | Knesebeck                             | 1. März 1974            |                                             |
| Hagen bei Sprakensehl                 | Sprakensehl                           | 1. März 1974            |                                             |
| Harxbüttel                            | Braunschweig                          | 1. März 1974            |                                             |
| Hattorf                               | Wolfsburg                             | 1. Juli 1972            |                                             |
| Hehlingen                             | Wolfsburg                             | 1. Juli 1972            | bis 1. Oktober 1932 im Landkreis Gardelegen |
| Heiligendorf                          | Wolfsburg                             | 1. Juli 1972            |                                             |
| Heßlingen                             | Stadt des KdF-Wagens bei Fallersleben | 1. Juli 1938            | bis 1. Oktober 1932 im Landkreis Gardelegen |
| Höfen                                 | Meinersen                             | 1. März 1974            | hieß ursprünglich Höfen-Hardesse-Warmse     |
| Jelpke                                | Calberlah                             | 1. März 1974            |                                             |
| Kaiserwinkel                          | Parsau                                | 1. Juli 1972            |                                             |
| Kakerbeck                             | Wittingen                             | 1. März 1974            |                                             |
| Kästorf                               | Gifhorn                               | 1. März 1974            |                                             |
| Klein Schwülper                       | Schwülper                             | 1. März 1974            |                                             |
| Klein Steimke                         | Königslutter, Landkreis Helmstedt     | 1. März 1974            |                                             |
| Knesebeck                             | Wittingen                             | 1. April 1974           |                                             |
| Lagesbüttel                           | Schwülper                             | 1. März 1974            |                                             |
| Langwedel                             | Dedelstorf                            | 1. März 1974            |                                             |
| Lingwedel                             | Dedelstorf                            | 1. März 1974            |                                             |
| Lüben                                 | Wittingen                             | 1. März 1974            |                                             |
| Lüsche                                | Steinhorst                            | 1. März 1974            |                                             |
| Mahrenholz                            | Groß Oesingen                         | 1. März 1974            |                                             |
| Masel                                 | Sprakensehl                           | 1. März 1974            |                                             |
| Mörse                                 | Wolfsburg                             | 1. Juli 1972            |                                             |
| Neindorf                              | Wolfsburg                             | 1. Juli 1972            |                                             |
| Neubokel                              | Gifhorn                               | 1. März 1974            |                                             |
| Neudorf-Platendorf                    | Sassenburg                            | 1. März 1974            |                                             |
| Ochsendorf                            | Königslutter, Landkreis Helmstedt     | 1. März 1974            |                                             |
| Oerrel                                | Dedelstorf                            | 1. März 1974            |                                             |
| Ohnhorst                              | Meine                                 | 1. März 1974            |                                             |
| Ohrdorf                               | Wittingen                             | 1. April 1974           |                                             |
| Päse                                  | Meinersen                             | 1. März 1974            |                                             |
| Plastau                               | Ohrdorf                               | 1. März 1974            |                                             |
| Rade                                  | Wittingen                             | 1. März 1974            |                                             |
| Radenbeck                             | Ohrdorf                               | 1. März 1974            |                                             |
| Räderloh                              | Steinhorst                            | 1. März 1974            |                                             |
| Rennau                                |                                       |                         | am 1. März 1974 zum Landkreis Helmstedt     |
| Repke                                 | Dedelstorf                            | 1. März 1974            |                                             |
| Rethen                                | Vordorf                               | 1. März 1974            |                                             |
| Rhode                                 | Königslutter, Landkreis Helmstedt     | 1. März 1974            |                                             |
| Rolfsbüttel                           | Adenbüttel                            | 1. März 1974            |                                             |
| Rothehof-Rothenfelde                  | Stadt des KdF-Wagens bei Fallersleben | 1. Juli 1938            |                                             |
| Rottorf                               | Rennau, Landkreis Helmstedt           | 1. März 1974            |                                             |
| Sandkamp                              | Wolfsburg                             | 1. Juli 1972            |                                             |
| Schneflingen                          | Ohrdorf                               | 1. März 1974            |                                             |
| Schweimke                             | Obernholz                             | 1. März 1974            |                                             |
| Seershausen                           | Meinersen                             | 1. März 1974            |                                             |
| Stadt des KdF-Wagens bei Fallersleben |                                       |                         | am 25. Mai 1945 umbenannt in Wolfsburg      |
| Steimke                               | Obernholz                             | 1. März 1974            |                                             |
| Stöcken                               | Wittingen                             | 1. März 1974            |                                             |
| Stüde                                 | Sassenburg                            | 1. März 1974            |                                             |
| Suderwittingen                        | Wittingen                             | 1. März 1974            |                                             |
| Sülfeld                               | Wolfsburg                             | 1. Juli 1972            |                                             |
| Teschendorf                           | Ohrdorf                               | 1. März 1974            |                                             |
| Triangel                              | Sassenburg                            | 1. März 1974            |                                             |
| Tülau-Fahrenhorst                     | Tülau                                 | 1. März 1974            |                                             |
| Uhry                                  | Königslutter, Landkreis Helmstedt     | 1. März 1974            |                                             |
| Voitze                                | Tülau                                 | 1. März 1974            |                                             |
| Volkse                                | Hillerse                              | 1. März 1974            |                                             |
| Vollbüttel                            | Ribbesbüttel                          | 1. März 1974            |                                             |
| Vorhop                                | Knesebeck                             | 1. März 1974            |                                             |
| Walle                                 | Schwülper                             | 1. März 1974            |                                             |
| Weddersehl                            | Dedelstorf                            | 1. März 1974            |                                             |
| Wedelheine                            | Meine                                 | 1. März 1974            |                                             |
| Wedesbüttel                           | Meine                                 | 1. März 1974            |                                             |
| Wentorf                               | Obernholz                             | 1. März 1974            |                                             |
| Westerbeck                            | Sassenburg                            | 1. März 1974            |                                             |
| Westerholz                            | Wesendorf                             | 1. März 1974            |                                             |
| Wettendorf                            | Obernholz                             | 1. März 1974            |                                             |
| Wettmershagen                         | Calberlah                             | 1. März 1974            |                                             |
| Wierstorf                             | Obernholz                             | 1. März 1974            |                                             |
| Wilsche                               | Gifhorn                               | 1. März 1974            |                                             |
| Winkel                                | Gifhorn                               | 1. März 1974            |                                             |
| Wiswedel                              | Brome                                 | 1. März 1974            |                                             |
| Wolfsburg, Stadt                      |                                       |                         | seit 1. Oktober 1951 kreisfreie Stadt       |
| Wollerstorf                           | Wittingen                             | 1. März 1974            |                                             |
| Wunderbüttel                          | Knesebeck                             | 1. März 1974            |                                             |
| Zahrenholz                            | Groß Oesingen                         | 1. März 1974            |                                             |
| Zasenbeck                             | Ohrdorf                               | 1. März 1974            |                                             |
| Zicherie                              | Brome                                 | 1. März 1974            |                                             |

Siehe auch: Gemeinden im ehemaligen Kreis Isenhagen

## Schutzgebiete
Im Landkreis befinden sich 22 geschützte Landschaftsbestandteile, 166 Naturdenkmale, 22 Landschaftsschutzgebiete und 41 Naturschutzgebiete (Stand März 2025). Davon dienen 32 Naturschutzgebiete und 4 Landschaftsschutzgebiete auch der Sicherung von insgesamt 14 FFH- und 6 EU-Vogelschutzgebieten (Natura 2000). Entlang der Flüsse Aller, Ise und Oker bilden diese Schutzgebiete einen großen Biotopverbund, darunter das Große Moor als größtes Gifhorner Naturschutzgebiet.
Der Drömling im Südosten hat als länderübergreifendes UNESCO-Biosphärenreservat einen besonderen integrierten Schutzstatus. Im Landkreis Gifhorn sichern 7 Naturschutzgebiete und 4 Landschaftsschutzgebiete seine Kern- und Pflegezone sowie Teile seiner Entwicklungszone. Der Hauptsitz der Biosphärenreservatsverwaltung befindet sich in Oebisfelde-Weferlingen in Sachsen-Anhalt. Eine Informationsstelle bei Rühen im Landkreis Gifhorn ist in Planung.
Die beiden ehemaligen Militärflächen Wesendorf (Brutlohsheide) und Ehra-Lessien (Malloh) wurden 2015 als Nationales Naturerbe dauerhaft dem Naturschutz übergeben. Ein rechtlich gesicherter Status als Naturschutzgebiete wird angestrebt. Eigentümer sind die DBU Naturerbe (Wesendorf) und der Bund (Ehra-Lessien). Mit der naturschutzfachlichen Pflege ist in beiden Fällen der Bundesforstbetrieb Niedersachsen betraut.
Die 7 Naturwaldreservate im Landkreis befinden sich überwiegend innerhalb anderer Schutzgebiete. Lediglich die 43 Hektar große Fläche im Ringelah ist ausschließlich als Naturwald geschützt. Verantwortlich sind die Forstämter Unterlüß und Wolfenbüttel der Niedersächsischen Landesforsten.
Siehe auch:
- Liste der Naturschutzgebiete im Landkreis Gifhorn
- Liste der Landschaftsschutzgebiete im Landkreis Gifhorn
- Liste der Naturdenkmale im Landkreis Gifhorn
- Liste der geschützten Landschaftsbestandteile im Landkreis Gifhorn
- Liste der Naturwaldreservate in Niedersachsen
- Liste der Naturerbeflächen in Niedersachsen
- Liste der Biosphärenreservate in Deutschland